# Koprografi
Koprografi er en parafili, som går ud på at man skriver obskøne ord – ofte på offentlige toiletter.

## Fodnoter
1. ↑  "Coprography". Arkiveret fra originalen 28. september 2007. Hentet 12. april 2007.

| Sex | Spire Denne artikel om sex eller sexologi er en spire som bør udbygges. Du er velkommen til at hjælpe Wikipedia ved at udvide den. |